# Center Point, Louisiana
Center Point är en så kallad census-designated place i Avoyelles Parish i Louisiana. Vid 2020 års folkräkning hade Center Point 520 invånare.